# Tamago kake gohan

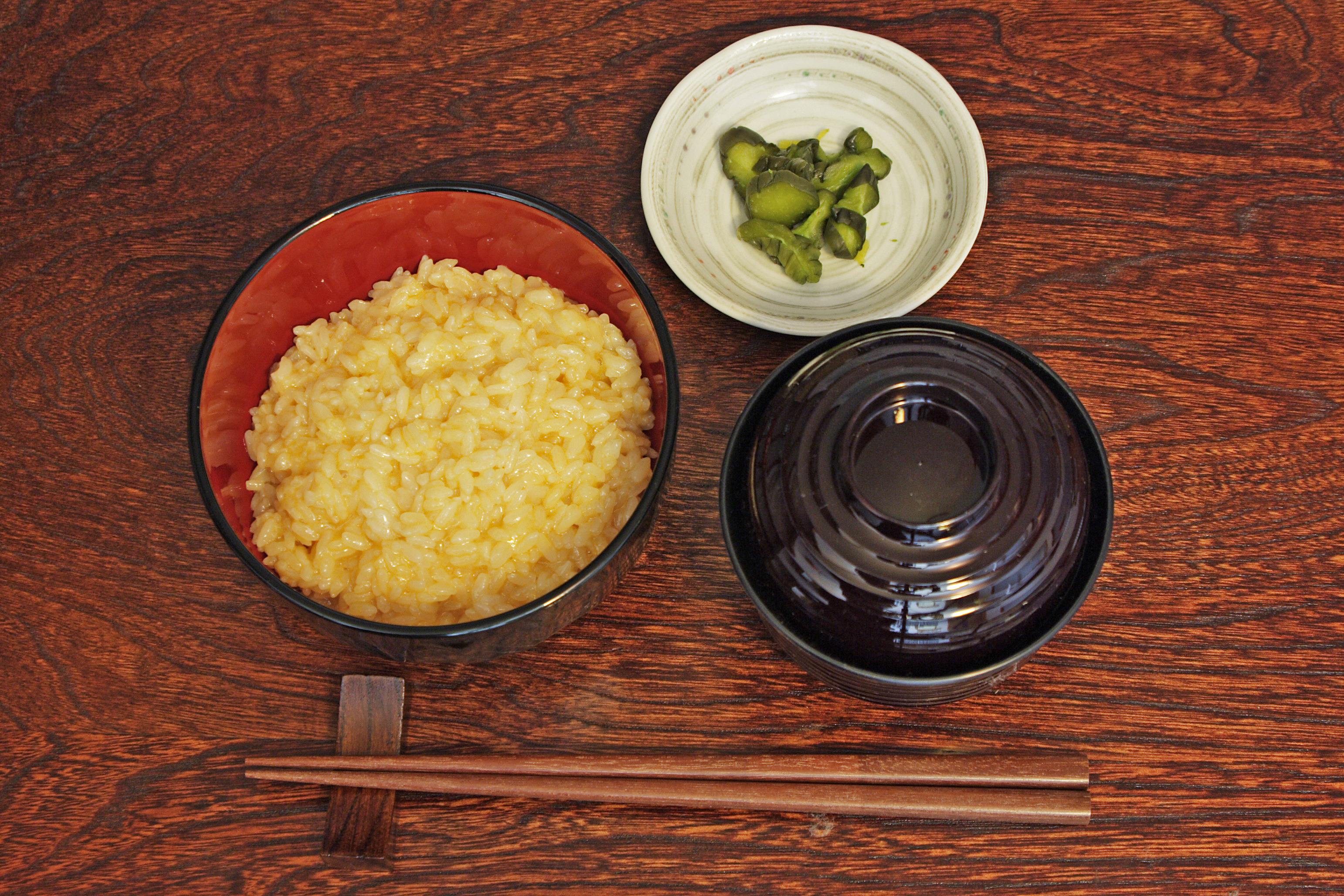
Tamago kake gohan (trái), cùng với súp miso và tsukemono

Tamago kake gohan (卵かけご飯 Tamago kake gohan, "trứng trên cơm"; thường được viết tắt bởi các chữ cái Latinh TKG; đôi khi được gọi trong tiếng Việt là "cơm trộn trứng sống") là một món ăn sáng kiểu Nhật nổi tiếng gồm cơm từ gạo Nhật được trộn hay có trứng ở trên và xì dầu.

## Lý lịch
Tamago kake gohan, viết tắt phổ biến là TKG, là một món ăn trong đó một quả trứng sống được đặt lên trên hoặc trộn với cơm, hoặc một công thức cho một món ăn như vậy. Trứng đã đánh đôi khi được sử dụng, và cả không đánh. Đôi khi chỉ có lòng đỏ của trứng được sử dụng.
Món ăn được biết đến ở Nhật Bản là "tamago kake gohan" (gohan có nghĩa là cơm hoặc thức ăn và kake có nghĩa là đổ hoặc rắc), "tamago kake meshi" (meshi có nghĩa là cơm hoặc thực phẩm), "tamago gohan", hoặc đơn giản là "tamago kake". Tamago (trứng) có thể được viết là 玉子  (trứng nấu chín), như là một thay thế cho các ký tự đơn 卵  (trứng sống).
Khi món này được đến Việt Nam, người Việt cảm thấy món này khá kì lạ vì không có tập quán ăn trứng sống ở Việt Nam nên từ năm 2018 đến nay, liên tiếp các bài viết về món này dưới cái tên "cơm trộn trứng sống" hay "cơm trộn trứng sống Nhật Bản" được đăng và đã tạo thành một xu hướng.

## Phương pháp chuẩn bị

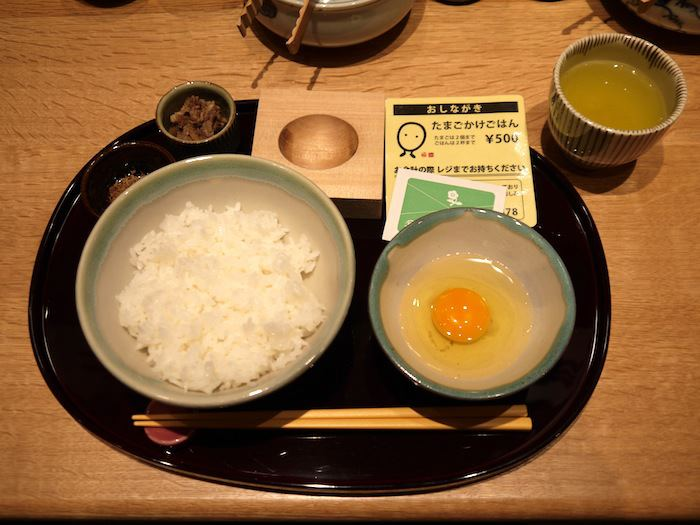
Gạo và trứng trước khi trộn

Một quả trứng sống và cơm từ gạo Nhật Bản được trộn đơn giản trong bát cơm. Cơm có thể lạnh, mới nấu hoặc được hâm nóng; trứng có thể được đập trực tiếp vào bát cơm (trước hoặc sau cơm), hoặc đập vào một bát riêng trước đó. Một số người đào một "cái giếng" trong chỗ cơm để đổ trứng vào.